# تون بوت
تون بوت (بالهولندية: Ton Boot) مواليد 16 أكتوبر 1940 في أمستردام، هو مدرب كرة سلة هولندي ولاعب سابق. بدأ مسيرته الاحترافية في سنة 1958. اعتزل اللعب في 1970.

## الإنجازات
كلاعب
- الدوري الهولندي لكرة السلة (1958، 1961، 1964، 1965، 1970)

كمدرب
- الدوري الهولندي لكرة السلة (1978، 1979، 1980، 1983، 1984، 1989، 1990، 1991، 1992، 1999، 2000، 2001، 2002، 2004)
- الدوري البلجيكي لكرة السلة الدرجة الأولى (1995)
- كأس بلجيكا لكرة السلة (1997)

## روابط خارجية
- تون بوت على موقع الاتحاد الدولي لكرة السلة (الإنجليزية)
- تون بوت على موقع الاتحاد الدولي لكرة السلة (الإنجليزية)